# Nati nel 1974/Dicembre
| Questa pagina contiene informazioni ricavate automaticamente dalle voci biografiche con l'ausilio del template Bio e di un bot. L'aggiornamento è periodico e automatico e ricostruisce completamente la pagina. Se manca una persona in questa lista, sei pregato di non aggiungerla, ma accertati piuttosto che la sua voce biografica contenga il template Bio e che i dati anagrafici siano correttamente compilati. Se il template Bio manca, inseriscilo tu stesso o, in alternativa, metti l'avviso {{tmp\|Bio}} che ne segnala la mancanza. Se i dati riportati sono sbagliati, correggi direttamente la voce biografica; le modifiche saranno visibili in questa lista entro pochi giorni. Per chiarimenti vedi il progetto biografie. La lista contiene solo le 301 persone che sono citate nell'enciclopedia e per le quali è stato implementato correttamente il template Bio. Pagina aggiornata al 26 lug 2025. |

- 1º dicembre - Pierluigi Biondi, politico italiano
- 1º dicembre - Roberto Chiacig, cestista italiano
- 1º dicembre - Costinha, allenatore di calcio, dirigente sportivo e ex calciatore portoghese
- 1º dicembre - Simon Donnelly, allenatore di calcio e ex calciatore scozzese
- 1º dicembre - Rosa Yassin Hassan, scrittrice siriana
- 1º dicembre - Harald Lødemel, ex calciatore norvegese
- 1º dicembre - Isaiah "Ikey" Owens, tastierista statunitense († 2014)
- 2 dicembre - Alya Ahmed Saif Al-Thani, diplomatica qatariota
- 2 dicembre - Gino Capotosti, politico italiano
- 2 dicembre - Dario David Cioni, ex ciclista su strada, mountain biker e ciclocrossista italiano
- 2 dicembre - Xavier Domènech i Sampere, politico spagnolo
- 2 dicembre - Adam Dorrel, allenatore di football americano statunitense
- 2 dicembre - Alberto Maria Fontana, procuratore sportivo e ex calciatore italiano
- 2 dicembre - Trude Gimle, ex sciatrice alpina norvegese
- 2 dicembre - Katalin Kosjár, ex cestista ungherese
- 2 dicembre - Onandi Lowe, ex calciatore giamaicano
- 2 dicembre - Isabella Orsini, attrice e produttrice cinematografica italiana
- 2 dicembre - Líder Paz, ex calciatore boliviano
- 2 dicembre - Rosi Sánchez, ex cestista spagnola
- 3 dicembre - Messan Ametekodo, ex calciatore togolese
- 3 dicembre - Albena Denkova, ex danzatrice su ghiaccio bulgara
- 3 dicembre - Shalonda Enis, ex cestista statunitense
- 3 dicembre - Farnaz Ghazizadeh, giornalista e conduttrice televisiva iraniana
- 3 dicembre - Damiën Hertog, allenatore di calcio, dirigente sportivo e ex calciatore olandese
- 3 dicembre - Joris Jarsky, attore canadese
- 3 dicembre - Joe Madureira, fumettista statunitense
- 3 dicembre - Marie Drucker, giornalista, conduttrice radiofonica e conduttrice televisiva francese
- 3 dicembre - Andrea Paganella, politico italiano
- 3 dicembre - Ľubomír Reiter, allenatore di calcio e ex calciatore slovacco
- 3 dicembre - Natalie J.Robb, attrice scozzese
- 3 dicembre - Marta Romagna, danzatrice italiana
- 3 dicembre - Glenn Zeelig, ex giocatore di calcio a 5 olandese
- 4 dicembre - Dan Bongino, conduttore televisivo, funzionario e politico statunitense
- 4 dicembre - H.L. Coleman, ex cestista statunitense
- 4 dicembre - Ivan Della Valle, politico italiano
- 4 dicembre - Ruslan Edel'geriev, poliziotto e politico russo
- 4 dicembre - Txema, ex calciatore andorrano
- 4 dicembre - Manuela Henkel, ex fondista tedesca
- 4 dicembre - Anke Huber, ex tennista tedesca
- 4 dicembre - Dafne Musolino, politica italiana
- 4 dicembre - Reynaldo Parks, ex calciatore costaricano
- 4 dicembre - Paolo Pinna Parpaglia, scrittore e avvocato italiano
- 5 dicembre - Carlinhos Paulista, ex calciatore brasiliano
- 5 dicembre - Christelle Daunay, maratoneta e mezzofondista francese
- 5 dicembre - Milton Flores, calciatore honduregno († 2003)
- 5 dicembre - Brian Lewis, ex velocista statunitense
- 5 dicembre - Stacey Lovelace, ex cestista e allenatrice di pallacanestro statunitense
- 5 dicembre - Ben McAdams, politico statunitense
- 5 dicembre - Diego Romero, velista argentino
- 5 dicembre - Lisa Sheridan, attrice statunitense († 2019)
- 5 dicembre - El'brus Tedejev, ex lottatore e politico sovietico
- 5 dicembre - Masaki Tokimoto, ex giocatore di football americano e allenatore di football americano giapponese
- 6 dicembre - Martin Aldridge, calciatore britannico († 2000)
- 6 dicembre - Stefano Allasia, politico italiano
- 6 dicembre - Stéphane Augé, ex ciclista su strada e dirigente sportivo francese
- 6 dicembre - Chu Seung-gyun, ex cestista e allenatore di pallacanestro sudcoreano
- 6 dicembre - Delphine Combe, ex velocista francese
- 6 dicembre - Jeanine Cummins, scrittrice statunitense
- 6 dicembre - Gabriele Gava, ex arbitro di calcio italiano
- 6 dicembre - Rae Ingram, ex calciatore inglese
- 6 dicembre - Jens Pulver, artista marziale misto statunitense
- 7 dicembre - Nicole Appleton, cantante, conduttrice televisiva e attrice canadese
- 7 dicembre - Sergio Arcuri, attore italiano
- 7 dicembre - Marcelo Carballo, ex calciatore boliviano
- 7 dicembre - Fabrizio Croci, attore italiano
- 7 dicembre - Gerardo García, allenatore di calcio e ex calciatore spagnolo
- 7 dicembre - DJ Fede, disc jockey e beatmaker italiano
- 7 dicembre - Al Harris, ex giocatore di football americano statunitense
- 7 dicembre - Musa Ibrahim, politico libico
- 7 dicembre - Andrėj Laŭryk, dirigente sportivo, allenatore di calcio e ex calciatore bielorusso
- 7 dicembre - Panagiōtīs Liadelīs, ex cestista greco
- 7 dicembre - Manuel Martínez, ex pesista spagnolo
- 7 dicembre - Kon Artis, rapper e produttore discografico statunitense
- 7 dicembre - Alex Rădulescu, ex tennista tedesco
- 7 dicembre - Kristie Lu Stout, giornalista statunitense
- 8 dicembre - Marco Abreu, ex calciatore angolano
- 8 dicembre - Sara Algotsson Ostholt, cavallerizza svedese
- 8 dicembre - Jacques Dahoté, ex calciatore francese
- 8 dicembre - Björn Hlynur Haraldsson, attore islandese
- 8 dicembre - Johan Larsson, musicista svedese
- 8 dicembre - Irina Nikulčina, biatleta e fondista bulgara
- 8 dicembre - Julian Rachlin, violinista e violista austriaco
- 8 dicembre - Marjan Srbinovski, ex cestista e allenatore di pallacanestro macedone
- 8 dicembre - Makoto Takimoto, ex judoka giapponese
- 8 dicembre - Cristian Castro, cantante e attore messicano
- 8 dicembre - Nick Zinner, chitarrista statunitense
- 9 dicembre - David Akers, ex giocatore di football americano statunitense
- 9 dicembre - Emjay, musicista canadese
- 9 dicembre - Daniel Franck, ex snowboarder norvegese
- 9 dicembre - Fiona MacDonald, ex giocatrice di curling britannica
- 9 dicembre - Pippa Bacca, artista italiana († 2008)
- 9 dicembre - Torsten Schmidt, ex discobolo tedesco
- 9 dicembre - Noel Turner, ex calciatore maltese
- 9 dicembre - Canibus, rapper statunitense
- 9 dicembre - Andrea Zappa, pilota motociclistico italiano
- 10 dicembre - Pernilla Andersson, cantante svedese
- 10 dicembre - Monique Dupree, attrice e modella statunitense
- 10 dicembre - Nina Gerhard, cantante, cantautrice e conduttrice radiofonica tedesca
- 10 dicembre - Nii Lamptey, allenatore di calcio e ex calciatore ghanese
- 10 dicembre - Maurizio Latelli, pallavolista italiano
- 10 dicembre - Tadahiro Nomura, judoka giapponese
- 10 dicembre - Jacinto Pereira, ex calciatore angolano
- 10 dicembre - Stephen Robinson, allenatore di calcio e ex calciatore nordirlandese
- 10 dicembre - Miloš Vučević, politico serbo
- 10 dicembre - Pierre Waché, ingegnere francese
- 10 dicembre - Wamberto, ex calciatore brasiliano
- 10 dicembre - Meg White, batterista statunitense
- 11 dicembre - Simon Addo, ex calciatore ghanese
- 11 dicembre - Enrique Alfaro, ex calciatore messicano
- 11 dicembre - Enrico Boccadoro, cantautore italiano († 2017)
- 11 dicembre - Adrian Mifsud, ex calciatore maltese
- 11 dicembre - Rey Mysterio, wrestler statunitense
- 11 dicembre - Enorbel Márquez, giocatore di baseball e allenatore di baseball cubano
- 11 dicembre - Stefano Ocera, giocatore di softball italiano
- 11 dicembre - Georgios Reppas, pallanuotista greco
- 11 dicembre - Julien Robert, biatleta francese
- 11 dicembre - Gete Wami, ex mezzofondista e maratoneta etiope
- 12 dicembre - Franklin Anangonó, calciatore e allenatore di calcio ecuadoriano († 2022)
- 12 dicembre - Baba Jan, politico e attivista pakistano
- 12 dicembre - Beatrix Balogh, pallamanista e allenatrice di pallamano ungherese
- 12 dicembre - Tomas Behrend, ex tennista brasiliano
- 12 dicembre - Josip Butić, allenatore di calcio e ex calciatore croato
- 12 dicembre - Gina Farmer, ex cestista neozelandese
- 12 dicembre - Rasmus Heisterberg, sceneggiatore danese
- 12 dicembre - Bernard Lagat, mezzofondista keniota
- 12 dicembre - Christophe Marichez, allenatore di calcio e ex calciatore francese
- 12 dicembre - Lorenzo Marone, scrittore italiano
- 12 dicembre - Torger Nergård, giocatore di curling norvegese
- 12 dicembre - Vita Maria Nocco, politica italiana
- 12 dicembre - Michelle Saram, attrice singaporiana
- 12 dicembre - Nolberto Solano, allenatore di calcio e ex calciatore peruviano
- 12 dicembre - Miya Tachibana, sincronetta giapponese
- 13 dicembre - Mika Ahola, pilota motociclistico finlandese († 2012)
- 13 dicembre - Richard Dourthe, ex rugbista a 15 e allenatore di rugby a 15 francese
- 13 dicembre - David Jemmali, ex calciatore tunisino
- 13 dicembre - Nick McCarthy, chitarrista e tastierista britannico
- 13 dicembre - Antonio Saccardo, ex cestista italiano
- 13 dicembre - Mate Skelin, allenatore di pallacanestro, dirigente sportivo e ex cestista croato
- 13 dicembre - Davide Vecchi, giornalista e saggista italiano
- 14 dicembre - Cuban Link, rapper statunitense
- 14 dicembre - Ivan Quaranta, ex ciclista su strada e pistard italiano
- 14 dicembre - Juninho Petrolina, ex calciatore brasiliano
- 15 dicembre - Garath Archer, ex rugbista a 15 britannico
- 15 dicembre - Arthur Benzaquen, attore e regista francese
- 15 dicembre - P. J. Byrne, attore statunitense
- 15 dicembre - Martin Djetou, ex calciatore ivoriano
- 15 dicembre - Cristian Gasparro, multiplista italiano
- 15 dicembre - Russell Hornsby, attore statunitense
- 15 dicembre - Esther Ortega, personaggio televisivo e attrice spagnola
- 15 dicembre - Acey Slade, cantante e chitarrista statunitense
- 15 dicembre - Javier Soria, ex calciatore peruviano
- 16 dicembre - Baktash Abtin, poeta, scrittore e regista iraniano († 2022)
- 16 dicembre - Rodrigue Akpakoun, ex calciatore beninese
- 16 dicembre - Salim Aribi, ex calciatore algerino
- 16 dicembre - Senudin Džafić, allenatore di calcio a 5 e ex giocatore di calcio a 5 sloveno
- 16 dicembre - Nicolás Galatro, ex rugbista a 15 argentino
- 16 dicembre - Frida Hallgren, attrice svedese
- 16 dicembre - Basto, disc jockey belga
- 16 dicembre - Arceni Júnior Barboza, allenatore di calcio a 5 e ex giocatore di calcio a 5 brasiliano
- 17 dicembre - Christian Ahlmann, cavaliere tedesco
- 17 dicembre - Albino, rapper tedesco
- 17 dicembre - Paul Briggs, animatore e doppiatore statunitense
- 17 dicembre - Yannick Fischer, ex calciatore francese
- 17 dicembre - Goran Lazarevski, ex calciatore macedone
- 17 dicembre - Sarah Paulson, attrice statunitense
- 17 dicembre - Anselmo Ribeiro, ex calciatore capoverdiano
- 17 dicembre - Giovanni Ribisi, attore statunitense
- 17 dicembre - Marissa Ribisi, attrice statunitense
- 17 dicembre - Nika Georgievna Turbina, poetessa e scrittrice ucraina († 2002)
- 18 dicembre - Peter Boulware, ex giocatore di football americano statunitense
- 18 dicembre - Kari Byron, conduttrice televisiva statunitense
- 18 dicembre - Paolo Cipollari, ex pallavolista italiano
- 18 dicembre - Alessio Di Mauro, vignettista e giornalista italiano
- 18 dicembre - Chris Furrh, attore statunitense
- 18 dicembre - Mutassim Gheddafi, politico e militare libico († 2011)
- 18 dicembre - Bram de Groot, ex ciclista su strada olandese
- 18 dicembre - Gu Zhao Nian, ex calciatore e ex giocatore di calcio a 5 cinese
- 18 dicembre - Nelly Karim, attrice e ballerina egiziana
- 18 dicembre - Janusz Krężelok, ex fondista polacco
- 18 dicembre - Viki Miljković, personaggio televisivo e cantante serba
- 18 dicembre - Mazarine Pingeot, scrittrice e storica della filosofia francese
- 18 dicembre - Tom Parker Bowles, scrittore e conduttore radiofonico britannico
- 18 dicembre - Rah Digga, rapper statunitense
- 18 dicembre - Shauna Robertson, produttrice cinematografica canadese
- 18 dicembre - Andrea Soddu, politico italiano
- 18 dicembre - James Topping, rugbista a 15 irlandese
- 19 dicembre - Gălăbin Boevski, ex sollevatore bulgaro
- 19 dicembre - Felipe López, ex cestista dominicano
- 19 dicembre - Migé Amour, bassista finlandese
- 19 dicembre - Kwame Nkrumah-Acheampong, ex sciatore alpino ghanese
- 19 dicembre - Jake Plummer, ex giocatore di football americano statunitense
- 19 dicembre - Ricky Ponting, crickettista australiano
- 19 dicembre - Slaven Rimac, allenatore di pallacanestro e ex cestista croato
- 19 dicembre - Mariano Tallaferro, allenatore di calcio a 5 e ex giocatore di calcio a 5 argentino
- 19 dicembre - Bryant Westbrook, ex giocatore di football americano statunitense
- 19 dicembre - Valerij Zaikin, pentatleta russo
- 19 dicembre - Jasmila Žbanić, regista, sceneggiatrice e produttrice cinematografica bosniaca
- 20 dicembre - Carlos Da Cruz, ex ciclista su strada e pistard francese
- 20 dicembre - Daisuke Andou, chitarrista giapponese
- 20 dicembre - Raúl Gañán, ex calciatore spagnolo
- 20 dicembre - Leandro Marchetti, ex schermidore argentino
- 20 dicembre - János Mátyus, ex calciatore ungherese
- 20 dicembre - Pietro Piller Cottrer, ex fondista italiano
- 20 dicembre - Gabriela Toma, ex cestista rumena
- 21 dicembre - Almir Alex do Nascimento, ex giocatore di calcio a 5 brasiliano
- 21 dicembre - Emanuele Asti, cantante, compositore e produttore discografico italiano
- 21 dicembre - Keri Chaconas, ex cestista statunitense
- 21 dicembre - Andrea Cristoforetti, allenatore di calcio a 5 e ex giocatore di calcio a 5 italiano
- 21 dicembre - Tommy Lloyd, allenatore di pallacanestro statunitense
- 21 dicembre - Vanessa Vidal, ex sciatrice alpina francese
- 22 dicembre - Simone Cavelli, aviatore italiano
- 22 dicembre - Daniel García Lara, ex calciatore spagnolo
- 22 dicembre - Heather Donahue, attrice, scrittrice e imprenditrice statunitense
- 22 dicembre - Christian Hoffmann, ex fondista austriaco
- 22 dicembre - Goran Karadžić, ex cestista jugoslavo
- 22 dicembre - Dagmar Mair unter der Eggen, ex snowboarder italiana
- 22 dicembre - Precious Monye Onyabor, ex calciatore nigeriano
- 23 dicembre - Suchrab Achmedov, generale russo
- 23 dicembre - Alfio Consoli, cantautore e musicista italiano
- 23 dicembre - Francesco D'Ippolito, fumettista italiano
- 23 dicembre - Agustín Delgado, ex calciatore ecuadoriano
- 23 dicembre - Cuca Gamarra, politica e avvocata spagnola
- 23 dicembre - Géza Imre, schermidore ungherese
- 23 dicembre - Joe Jurevicius, ex giocatore di football americano e allenatore di football americano statunitense
- 23 dicembre - Daniele Mondello, disc jockey italiano
- 23 dicembre - Matthew Robinson, ex calciatore inglese
- 24 dicembre - Samuel Caballero, ex calciatore honduregno
- 24 dicembre - Fary Faye, ex calciatore senegalese
- 24 dicembre - Luca Gianazza, numismatico italiano
- 24 dicembre - Thure Lindhardt, attore danese
- 24 dicembre - Ivan Ranđelović, ex calciatore serbo
- 24 dicembre - Marcelo Salas, dirigente sportivo e ex calciatore cileno
- 24 dicembre - Tadjou Salou, calciatore togolese († 2007)
- 24 dicembre - Ryan Seacrest, conduttore televisivo e produttore televisivo statunitense
- 24 dicembre - Cristina Umaña, attrice colombiana
- 25 dicembre - Amavi Agbobli-Atayi, ex calciatore togolese
- 25 dicembre - Antonietta Formisano, dirigente sportivo, ex calciatrice e allenatrice di calcio italiana
- 25 dicembre - Heriberto Lazcano, criminale messicano († 2012)
- 25 dicembre - Ehlias Louis, ex sciatore alpino statunitense
- 25 dicembre - Andrew McNee, attore canadese
- 25 dicembre - Iván Moro, pallanuotista spagnolo
- 25 dicembre - Chris Naeole, ex giocatore di football americano statunitense
- 25 dicembre - Ahmed Sidibé, ex calciatore mauritano
- 26 dicembre - Jasmin Agić, ex calciatore croato
- 26 dicembre - Gabriel Álvez, ex calciatore uruguaiano
- 26 dicembre - Zach Blair, chitarrista statunitense
- 26 dicembre - Tiffany Brissette, attrice statunitense
- 26 dicembre - Rostislav Dimitrov, ex triplista bulgaro
- 26 dicembre - Josie Ho, cantante e attrice cinese
- 26 dicembre - Yukiru Sugisaki, fumettista giapponese
- 27 dicembre - Didier Angan, ex calciatore ivoriano
- 27 dicembre - Devin Davis, ex cestista statunitense
- 27 dicembre - Luc-Arsène Diamesso, allenatore di calcio e ex calciatore congolese (Repubblica del Congo)
- 27 dicembre - Édgar Ponce, attore e ballerino messicano († 2005)
- 27 dicembre - Adam Jarubas, politico polacco
- 27 dicembre - Masi Oka, attore giapponese
- 27 dicembre - Fumiko Orikasa, doppiatrice e cantante giapponese
- 27 dicembre - Jay Pandolfo, allenatore di hockey su ghiaccio e ex hockeista su ghiaccio statunitense
- 27 dicembre - Chrystele Saint Louis Augustin, supermodella e attrice francese
- 27 dicembre - Chad Senior, pentatleta statunitense
- 27 dicembre - Julia Stinshoff, attrice tedesca
- 27 dicembre - Mihály Tóth, allenatore di calcio e ex calciatore ungherese
- 28 dicembre - Jared Anderson, bassista statunitense († 2006)
- 28 dicembre - Marouane Bokri, ex calciatore tunisino
- 28 dicembre - Glenn D'Hollander, ex ciclista su strada belga
- 28 dicembre - Francesca Dolcini, ex astista italiana
- 28 dicembre - Sandra Marchena, attrice e regista spagnola
- 28 dicembre - Rob Niedermayer, ex hockeista su ghiaccio canadese
- 28 dicembre - Jason Ridge, ex attore pornografico statunitense
- 28 dicembre - Tolga Tekinalp, ex cestista turco
- 28 dicembre - Markus Weinzierl, allenatore di calcio e ex calciatore tedesco
- 29 dicembre - Tomasz Bobel, ex calciatore polacco
- 29 dicembre - Dagmar Damková, ex arbitro di calcio ceca
- 29 dicembre - Papa Malick Diop, ex calciatore senegalese
- 29 dicembre - Maria Dizzia, attrice statunitense
- 29 dicembre - Andrine Flemmen, ex sciatrice alpina norvegese
- 29 dicembre - Heather French, modella statunitense
- 29 dicembre - Twinkle Khanna, attrice, scrittrice e produttrice cinematografica indiana
- 29 dicembre - Mekhi Phifer, attore e rapper statunitense
- 29 dicembre - Ryan Shore, compositore canadese
- 29 dicembre - Evgenij Tarelkin, cosmonauta russo
- 30 dicembre - Alex Alves, calciatore brasiliano († 2012)
- 30 dicembre - Massimo Artini, politico e dirigente pubblico italiano
- 30 dicembre - María Esteve, attrice spagnola
- 30 dicembre - Khalilou Fadiga, ex calciatore senegalese
- 30 dicembre - Soualiho Haïdara, allenatore di calcio ivoriano
- 30 dicembre - Johan Landsberg, ex tennista svedese
- 30 dicembre - Johanna Sällström, attrice svedese († 2007)
- 30 dicembre - Noel Whelan, ex calciatore inglese
- 30 dicembre - Jonathan Wilson, cantautore e produttore discografico statunitense
- 30 dicembre - Zséda, cantante ungherese
- 31 dicembre - Joe Abercrombie, scrittore britannico
- 31 dicembre - Mario Aerts, dirigente sportivo e ex ciclista su strada belga
- 31 dicembre - Cândido Barbosa, ex ciclista su strada portoghese
- 31 dicembre - Davide Bregola, scrittore italiano
- 31 dicembre - Jerry Fuchs, batterista statunitense († 2009)
- 31 dicembre - Tracy Henderson, ex cestista statunitense
- 31 dicembre - Tony Kanaan, pilota automobilistico brasiliano
- 31 dicembre - Kenny Morrison, attore statunitense
- 31 dicembre - Stian Tobiassen, ex calciatore norvegese
- 31 dicembre - Mallam Yahaya, ex calciatore ghanese